# Cmentarz wojenny w Górze Puławskiej
Cmentarz wojenny w Górze Puławskiej – cmentarz z I wojny światowej znajdujący się we wsi Góra Puławska w województwie lubelskim, w powiecie puławskim, w gminie Puławy.
Cmentarz założono na planie prostokąta o bokach 70 na 37 m. Pierwotnie składał się z 194 mogił zbiorowych i pojedynczych, obecnie układ mogił zatarty.
Na cmentarzu pochowano około 1500 żołnierzy :
- niemieckich m.in. z 72 pułku piechoty Landwehry
- rosyjskich
- austro-węgierskich

poległych i zmarłych w latach 1914-1915.